# Riccardo Ehrman
Riccardo Ehrman (né le 4 novembre 1929 à Florence et mort de 14 décembre 2021 à Madrid) est un journaliste italien dont la question lors d'une conférence de presse du gouvernement de l'ex-Allemagne de l'Est aurait précipité la chute du mur de Berlin.

## Jeunesse
Ehrman naît le 4 novembre 1929 à Florence. Ses parents sont des juifs ukrainiens de Lemberg (aujourd'hui Lviv) qui avaient décidé de rester en Italie lors de leur lune de miel. À l'âge de 13 ans, en tant que Juif, il est interné par le gouvernement fasciste au camp de Ferramonti di Tarsia (en). En septembre 1943, il est libéré par l'armée britannique.

## Carrière professionnelle

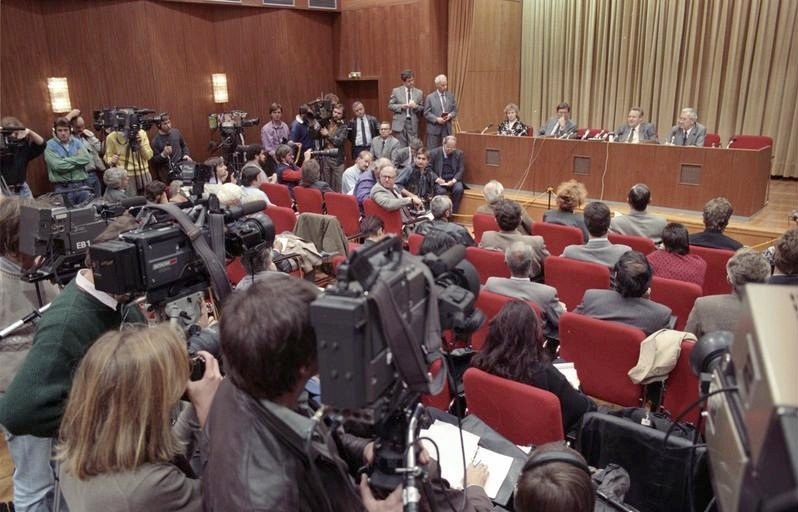
La conférence de presse du 9 novembre 1989. Riccardo Ehrman est près du centre de la photo, assis devant le bureau.

Alors qu'il travaille pour l'Agenzia Nazionale Stampa Associata (ANSA) à Ottawa, au Canada, Riccardo Ehrmann est envoyé pour la première fois à Berlin en 1976. Il attend son visa à Rome pendant deux mois, au cours desquels il rencontre sa future femme, une Espagnole, qu'il épousera en 1981. Il est ensuite été transféré en Inde.
En 1982, il sert brièvement comme correspondant pour l'Allemagne de l'Est. En 1985, l'ANSA lui demande de retourner à Berlin-Est, en raison de sa maîtrise de l'allemand. Le 9 novembre 1989, il est convoqué à une conférence de presse au cours de laquelle le gouvernement est-allemand doit commenter les résultats de discussions au sein de Comité central du Parti socialiste unifié d'Allemagne (Parti communiste est-allemand), et « assumer la responsabilité de certains échecs »,,,.
À la fin de la conférence de presse, il demande à Günter Schabowski, porte-parole du gouvernement est-allemand et membre du Comité central du Parti, des précisions sur les « nouvelles dispositions » allégeant les restrictions de voyage entre les deux Allemagnes. Déstabilisé, le porte-parole fouille dans ses papiers et commence à lire un communiqué sur ce sujet, qui n'avait pas été abordé jusqu'alors, et d'où il ressort que ces voyages allaient être facilités. Après quelques secondes de stupéfaction, le journaliste ouest-allemand Peter Brinkmann (de) demande quand ces nouvelles mesures sont applicables, ce à quoi Schabowski répond : « Pour autant que je sache... en vigueur immédiatement, sans délai. » (« Das tritt nach meiner Kenntnis ... ist das sofort ... unverzüglich. ») . C'est une erreur, car la note lue par Günter Schabowski indiquait que ces mesures seraient levées le lendemain. Cela conduit des milliers d'Allemands de l'Est et de l'Ouest à converger vers le mur et à submerger par leur nombre les gardes-frontières en poste ce soir-là, qui les laissent finalement passer. Après la fin de la conférence de presse, Riccardo Ehrman s'empresse d'appeler le siège de l'agence ANSA à Rome en criant : « Le mur de Berlin est tombé ! »
Quand Ehrman rentre chez lui, il reçoit un appel téléphonique de l'ambassadeur d'Italie en Allemagne de l'Est lui demandant ce qu'il avait fait lors de la conférence de presse. Peter Brinkmann, son collègue ouest-allemand, revendique toutefois également le mérite d'avoir précipité la chute du mur, car il a surenchéri sur la question du journaliste italien et provoqué la précision de Günter Schabowski comme quoi les nouvelles dispositions étaient applicables « immédiatement ».
En 1991, Ehrman est affecté en Espagne, où il reste après sa retraite.

## Décoration
- Chevalier de l'ordre du Mérite de la République fédérale d'Allemagne (2008)[9].

## Mort
Riccardo Ehrman meurt à Madrid le 14 décembre 2021, un mois après son 92e anniversaire.